# Anna Östmo
Anna Östmo född Henriksdotter ca 1754, död 1783, var en svensk kvinna som avrättades för barnadråp i Hedmark i Norge.
Anna Östmo kom till norska gården Østmo i Hedmark år 1774. Hon hette då Henriksdotter och tog sig till Norge till fots från Linköping för att arbeta.  Hon fick 1783 ett utomäktenskapligt barn som påträffades dött i ett skjul med en trasa i munnen. Pappan var en ung man som inte var konfirmerad. Östmo dömdes till döden.
Domen avkunnades 9 oktober 1783 och hon halshöggs av bödeln Franz Gottschalck Lædel. Hennes sista önskan var att bli begravd på kyrkogården men hon nekades detta. Kroppen kastades istället i en grund grav vid avrättningsplatsen. Kvarlevorna hittades vid en utgrävning 2010. Hennes kvarlevor kommer att jordfästas på kyrkogården.